# PDF/VT
PDF/VT ist ein internationaler Standard, der im August 2010 von der ISO als ISO 16612-2. veröffentlicht wurde. Er definiert die Verwendung von PDF als ein für den Variablen Datendruck (oft als VDP – für Variable Data Printing – abgekürzt) sowie für den Transaktionsdruck optimiertes Austauschformat. Aufbauend auf PDF/X-4, handelt es sich um das erste VDP-Format, das ein modernes ICC-basiertes Farbmanagement über die Verwendung von ICC-Output-Intents ermöglicht. PDF/VT fügt die Idee von gekapselten Gruppen grafischer Objekte hinzu, um eine effiziente Verarbeitung von wiederkehrendem Inhalt (Text, Grafik oder Bild) zu unterstützen. Mit der Einführung des Document-Part-Metadata-Konzepts (DPM) ermöglicht der Standard ein verlässliches und dynamisches Seiten-Management für Druckdaten aus dem hochvolumigen Transaktionsdruck (im Englischen häufig als HVTO für High Volume Transactional Output abgekürzt), wie etwa die Metadaten-basierte Auswahl von Datenbankeinträgen oder Portooptimierung.
Während PDF/VT-1 immer aus einer von externen Ressourcen oder externen Seiteninhalten unabhängigen Datei besteht, unterstützen andere Varianten des Standards die Verwendung externer grafischer Inhalte (PDF/VT-2) ebenso wie das Streamen mithilfe von mehrteiligen MIME-Paketen (PDF/VT-2s). Eine solche Datei ist nicht nur eine digitale Vorlage für den VDP-Druck, Anwender können sie mit einem üblichen PDF-Reader verteilen, durchblättern und betrachten, wenn auch ein akkurates Darstellen ein PDF-Darstellungsprogramm erfordert, das PDF/X-4- bzw. PDF/X-5- oder PDF/VT-konform ist.
Während verschiedene Anbieter 2010 die Unterstützung von PDF/VT angekündigt haben, werden die ersten Werkzeuge und Lösungen für PDF/VT erst im Verlauf von 2011 veröffentlicht werden. Die Drupa im Mai 2012 wird vermutlich die erste Messe der Branche sein, zu der eine nennenswerte Anzahl an PDF/VT-Lösungen vorgestellt werden wird.
Die Allgegenwart von PDF und die Tatsache, dass PDF selbst nun ein ISO-Standard (ISO 32000-1:2008) ist, arbeiten eindeutig für PDF/VT. Es ist derzeit (Stand: 2011!) schwierig vorherzusagen, in welchen Bereichen der Druckindustrie PDF/VT Verbreitung finden wird, und welche Bedeutung der Standard im Vergleich zu anderen Formaten und Verfahren für den variablen Datendruck erlangen wird.